# Pere Puig i Adam
Pere Puig i Adam   (Barcelona, 12 de maig de 1900 - Madrid, 12 de gener de 1960) fou un pedagog i matemàtic català.

## Vida i obra
Pere Puig i Adam fou fill de Robert Puig i Dalmases i de Concepció Adam i Gandó, ambdós de Barcelona. Va cursar els seus estudis de Batxillerat a l'Institut masculí de Barcelona. Enginyer industrial, doctor en matemàtiques i acadèmic numerari de la Reial Acadèmia de Ciències Exactes, Físiques i Naturals. Brillant, encara que bastant poc conegut, didàctic de les matemàtiques i la geometria. Es considerava deixeble d'Antonio Torroja i Miret i d'Esteve Terradas i Illa. La seva obra Curso de geometria métrica (1947) va ser una de les elementals en l'ensenyament d'enginyeria a l'Estat Espanyol a la segona meitat del segle xx. El 1926 va obtenir la càtedra de matemàtiques de l'Institut San Isidro de Madrid on va tenir com a alumnes, entre d'altres, Joan de Borbó i els seus fills Joan Carles, després rei, i Alfons de Borbó-Dues Sicílies. Ocuparia aquesta càtedra fins a la seva mort. També va ser professor a l'Escuela de Ingenieros Industriales de Madrid. Va treballar al costat del seu mestre, Julio Rey Pastor en l'elaboració de textos per al Batxillerat.

## Reconeixements

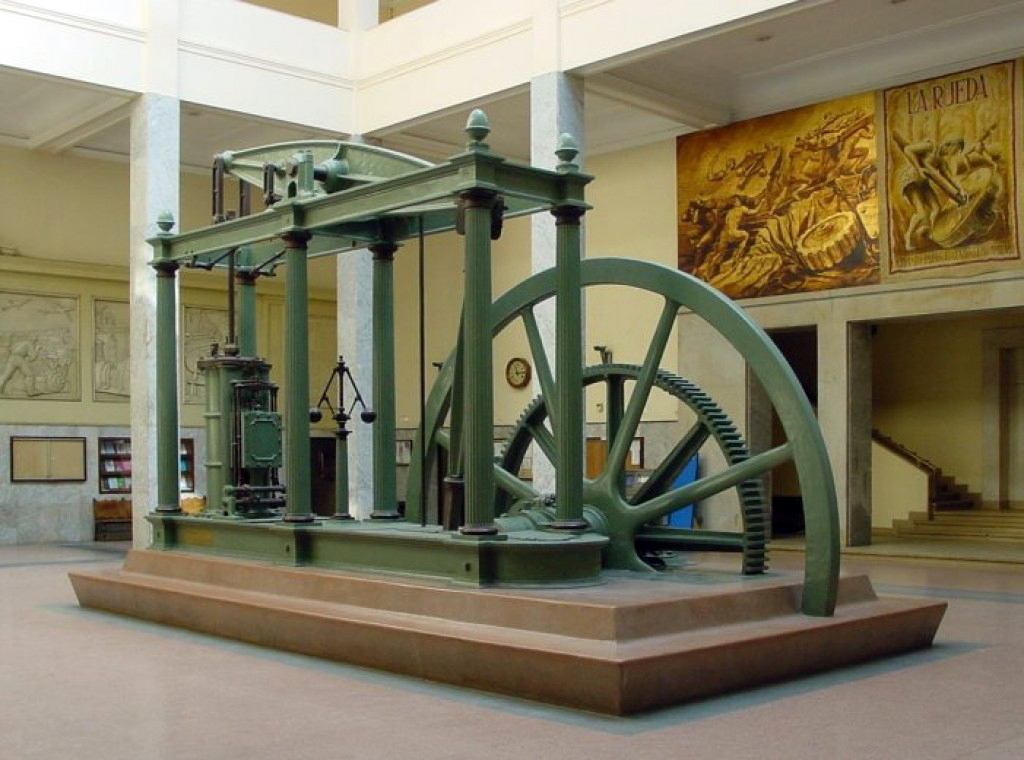
A l' Escuela de Ingenieros Industriales de Madrid es conserva l'Aula Puig Adam

- Actualment, al municipi de Getafe hi ha un Institut d'Educació Secundària amb el seu nom.[5]
- Des de l'any 2000, cada 12 de maig, la Federación Española de Sociedades de Profesores de Matemáticas celebra el Dia escolar de les matemàtiques, coincidint amb la data del seu naixement.[6]